# Parmly Paret
Pour les articles homonymes, voir Paret (homonymie).
Jahial Parmly Paret né en 1870, décédé en 1952 est un joueur américain de tennis des années 1890.

## Palmarès
- US Open : finaliste en 1899